# Nico Rosberg
Nico Erik Rosberg ([ˈrɔsbɛɐ̯k]; * 27. Juni 1985 in Wiesbaden) ist ein ehemaliger deutsch-finnischer Automobilrennfahrer und Investor. Als Sohn des finnischen Formel-1-Weltmeisters Keke Rosberg und dessen deutscher Frau Gesine („Sina“) besitzt er beide Staatsbürgerschaften, spricht allerdings kein Finnisch. Er trat bis Ende 2003 mit finnischer und ab 2004 mit deutscher Rennlizenz an.
Rosberg gewann 2005 die GP2-Serie und startete ab dem Jahr 2006 in der Formel 1. 2012 gelang ihm als siebtem Fahrer mit deutscher Lizenz ein Grand-Prix-Sieg bei einem Formel-1-Weltmeisterschaftslauf. Von 2010 bis 2016 stand er bei Mercedes unter Vertrag. 2016 wurde er als dritter mit deutscher Lizenz startender Fahrer Formel-1-Weltmeister. Wenige Tage nach dem Gewinn seiner Weltmeisterschaft gab er bekannt, seine Karriere in der Formel 1 zu beenden.

## Karriere

### Anfänge im Motorsport (1996–2002)

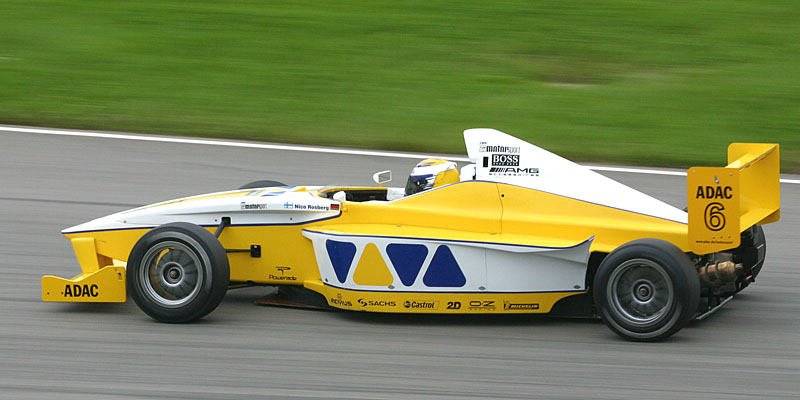
Rosberg in der deutschen Formel BMW 2002

Nico Rosberg saß mit sechs Jahren zum ersten Mal in einem Kart. Seine Motorsportkarriere begann er 1996 im Kartsport. Er startete mit finnischer Rennlizenz in diversen Kart-Meisterschaften. 2000 wurde er hinter Lewis Hamilton Vizeeuropameister in der Formel A. 2000 und 2001 nahm er an der Weltmeisterschaft in der Kategorie Formel Super A teil.
2001 erfolgte zudem Rosbergs Debüt im Formelsport. Er nahm an drei Rennen des iberischen Formel BMW Cups teil. 2002 wechselte Rosberg vollständig in den Formelsport und trat für das Team Rosberg, den Rennstall seines Vaters, in der deutschen Formel BMW an. Er wurde vom Musiksender VIVA dokumentarisch begleitet und gesponsert. Daher firmierte sein Team unter dem Namen VIVA Racing. Rosberg gewann neun von zwanzig Rennen und wurde mit 264 Punkten Meister vor Maximilian Götz, der 183 Punkte erzielt hatte. Seinen Teamkollegen Christian Bakkerud, der mit 37 Punkten 15. wurde, schlug er deutlich. Darüber hinaus absolvierte Rosberg 2002 im Alter von 17 Jahren für Williams seinen ersten Formel-1-Test.

### Formel 3 (2003–2004)
2003 wechselte Rosberg in die neugegründete Formel-3-Euroserie. Er trat erneut für das Team Rosberg an. Der Rennstall verwendete Motoren von Opel. Sein Teamkollege war Andreas Zuber. Nachdem er bereits zweimal auf dem Podium gestanden hatte, erzielte er beim ersten Lauf in Le Mans seinen ersten Sieg, der zugleich sein einziger Sieg in diesem Jahr blieb. Er stand bei zwei weiteren Rennen auf dem Podest. In der Meisterschaft erreichte er mit 44 Punkten den achten Rang. Damit schlug er seinen Teamkollegen Zuber, der mit zwei Punkten 24. war, deutlich. Im Rookie-Cup, in dem nur Fahrer gewertet wurden, die zuvor noch nie in einer Formel-3-Meisterschaft gefahren waren, wurde Rosberg Zweiter hinter Christian Klien. Darüber hinaus nahm Rosberg 2003 an drei Formel-3-Einzelveranstaltungen teil. Eine bestritt er für das Team Rosberg, zwei für Carlin. Außerdem nahm er erneut für Williams an Formel-1-Testfahrten teil.
2004 wechselte Rosberg seine Rennlizenz und trat fortan als Deutscher zu den Rennen an. Zunächst gewann er die Winterserie der spanischen Formel-3-Meisterschaft für das Team Rosberg. Anschließend absolvierte er die Formel-3-Euroserie-Saison 2004 für den familiären Rennstall. Rosberg gewann die beiden ersten Rennen in Hockenheim sowie ein Rennen auf dem Nürburgring. Mit insgesamt fünf Podest-Platzierungen schloss er die Saison auf dem vierten Gesamtrang ab. Mit 70 zu 0 Punkten distanzierte er seinen Teamkollegen Zuber deutlich. Darüber hinaus nahm Rosberg für das Team Rosberg an drei Formel-3-Einzelveranstaltungen teil. Dabei wurde er hinter Hamilton Zweiter beim Bahrain Superprix. Neben seinen Formel-3-Renneinsätzen absolvierte er weitere Formel-1-Tests für Williams.

### GP2-Serie (2005)
2005 wechselte Rosberg in die neugegründete GP2-Serie zu ART Grand Prix. Er wurde Teamkollege von Alexandre Prémat, der im Jahr zuvor Vizemeister der Formel-3-Euroserie geworden war. Nach zwei dritten Plätzen bei den Hauptrennen in Monte Carlo und auf dem Nürburgring, gelang ihm beim Sprintrennen in Magny-Cours sein erster GP2-Sieg. Bei den folgenden Hauptrennen in Silverstone und Hockenheim gewann er von der Pole-Position startend weitere Male. Nachdem er bei den folgenden vier Veranstaltungen fünfmal das Podium erreicht hatte, gelang ihm in as-Sachir als erstem Fahrer überhaupt, beide GP2-Rennen zu gewinnen. Rosberg entschied die Meisterschaft schließlich mit 120 zu 105 Punkten gegen Heikki Kovalainen für sich. Er hatte damit fast doppelt so viele Punkte wie sein Teamkollege geholt. Prémat belegte mit 67 Punkten den vierten Gesamtrang. Darüber hinaus war Rosberg in der Formel-1-Weltmeisterschaft 2005 Testfahrer bei Williams.

### Formel 1 (2006–2016)

#### Williams (2006–2009)

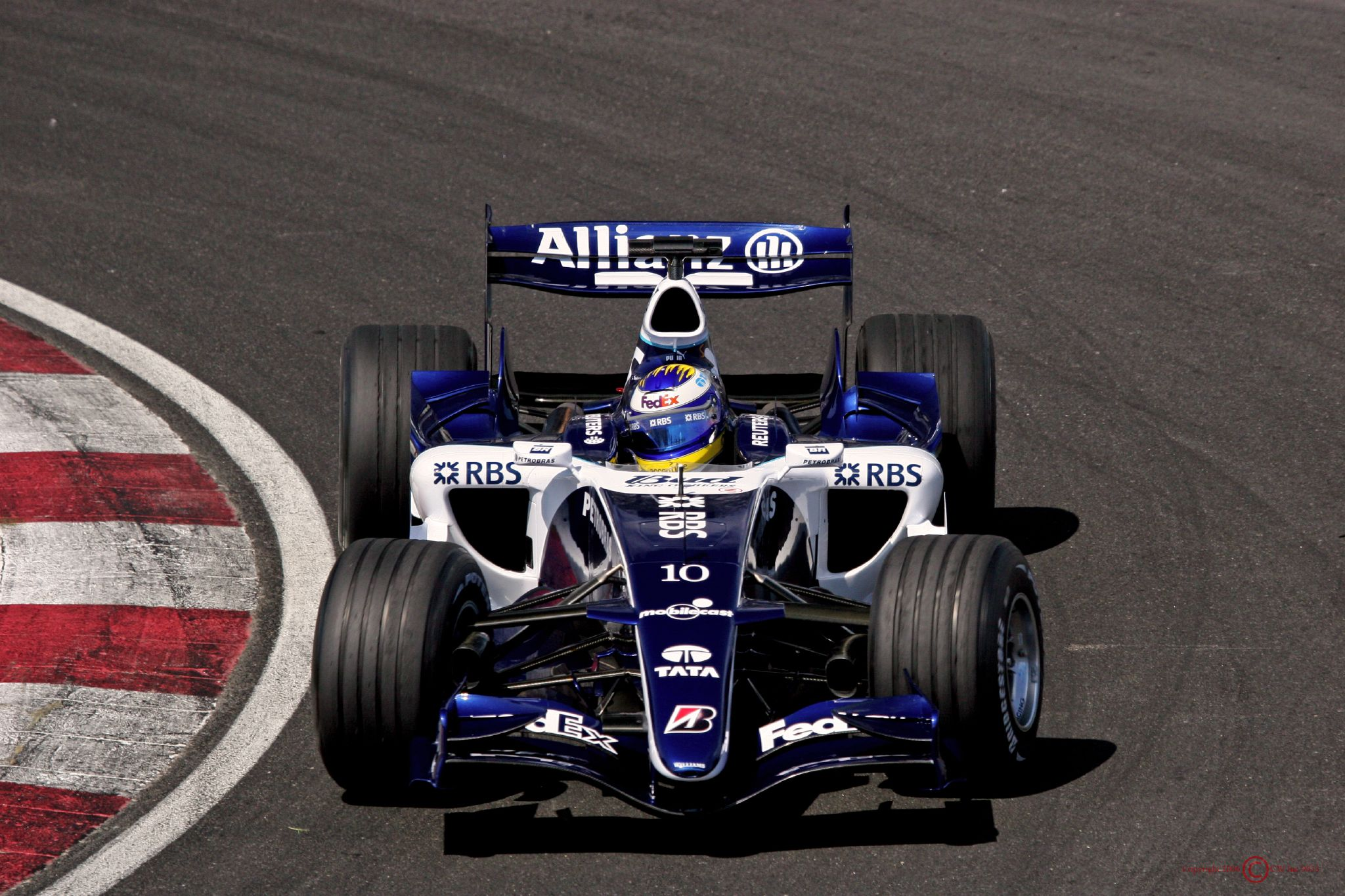
Rosberg im Williams beim Großen Preis von Kanada 2006

2006 trat Rosberg für Williams erstmals in der Formel 1 an. Er wurde Teamkollege von Mark Webber. Der Rennstall setzte Motoren von Cosworth ein. Bei seinem ersten Formel-1-Rennen in Bahrain ging Rosberg vom zwölften Startplatz ins Rennen. Nach einer Kollision in der ersten Runde und einem Reparaturstopp fiel er ans Ende des Feldes zurück. Rosberg begann eine Aufholjagd und kam schließlich auf dem siebten Platz ins Ziel. Damit erzielte er bereits bei seinem Debütrennen zwei Punkte. Rosberg fuhr zudem die schnellste Rennrunde und wurde damit zum jüngsten Fahrer, dem dies gelang. Im Alter von 20 Jahren, 8 Monaten und 13 Tagen löste er Fernando Alonso ab, der bei seiner ersten schnellsten Runde 21 Jahre, 10 Monate und 17 Tage alt war. Beim fünften Rennen, dem Großen Preis von Europa, wurde Rosberg ein weiteres Mal Siebter. Bei diesem Rennen ging er vom letzten Startplatz aus ins Rennen. Weitere Punkteplatzierungen gelangen Rosberg, der bei drei weiteren Rennen in die Top 10 fuhr, nicht. Bei der Hälfte aller Rennen erreichte Rosberg nicht das Ziel. Mit vier Punkten lag Rosberg am Saisonende auf dem 17. Platz in der Fahrerweltmeisterschaft. Damit unterlag er intern Webber, der mit sieben Punkten 14. war.
2007 bestritt Rosberg seine zweite Formel-1-Saison für Williams, die nun Toyota-Motoren verwendeten. Nachdem Webber den Rennstall verlassen hatte, wurde Alexander Wurz Rosbergs neuer Teamkollege. Beim Saisonauftakt in Australien wurde Rosberg erneut Siebter. Beim darauf folgenden Großen Preis von Malaysia fiel er 14 Runden vor Rennende mit einem technischen Defekt aus. Ein sechster Platz in Spanien war seine einzige weitere Punkteplatzierung in der ersten Saisonhälfte. In der zweiten Saisonhälfte gelangen Rosberg insgesamt fünf Punkteplatzierungen. Ein vierter Platz beim letzten Rennen in Brasilien war sein bestes Ergebnis. Zwar gelang Wurz, der für das letzte Rennen durch Kazuki Nakajima ersetzt wurde, mit einem dritten Platz eine Podest-Platzierung, in der Fahrerwertung setzte sich Rosberg intern dennoch mit 20 zu 13 Punkten durch und verbesserte sich auf den neunten Platz. Rosberg wurde im Qualifying nur einmal von Wurz geschlagen.

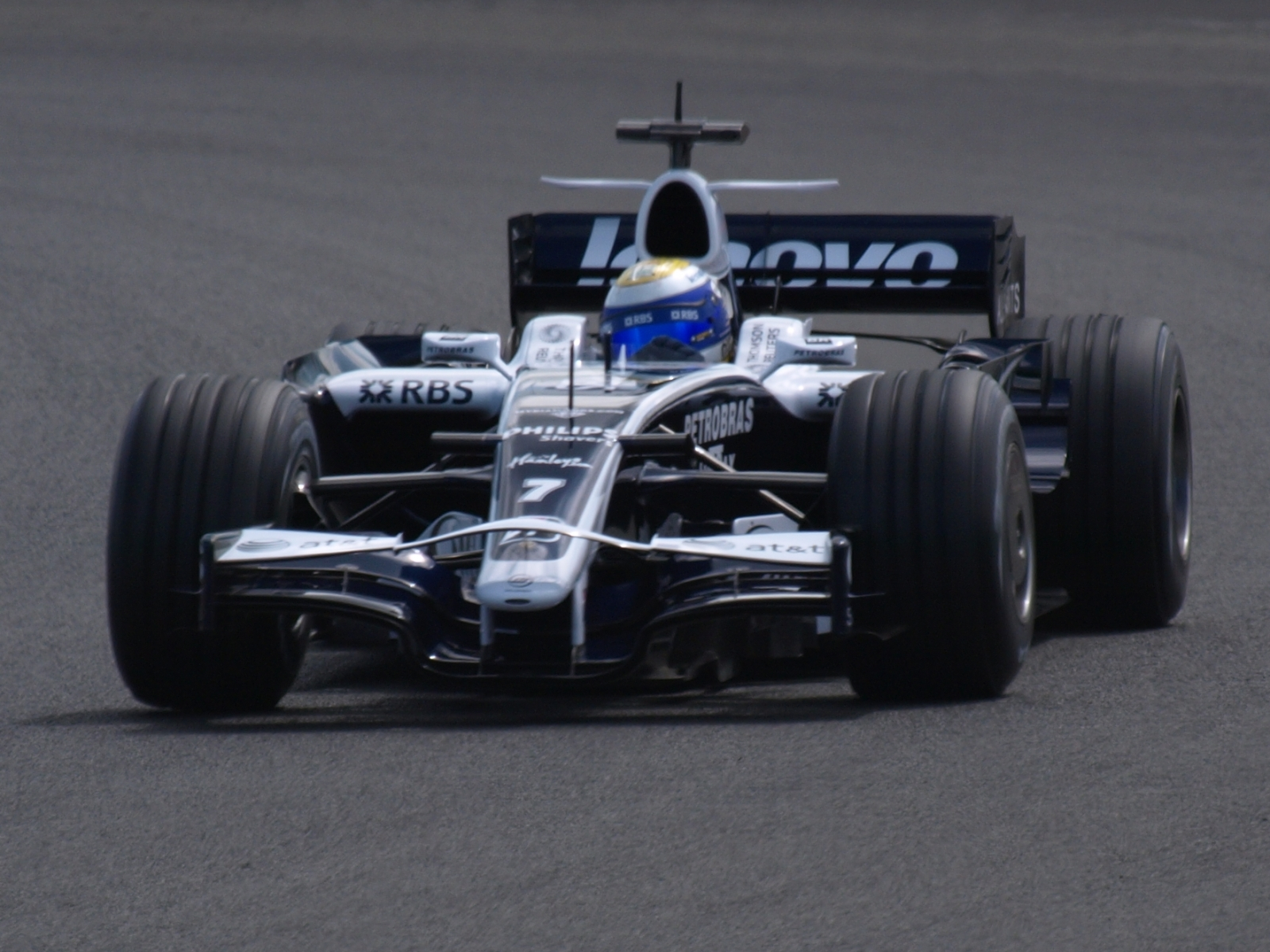
Rosberg bei Testfahrten in Silverstone 2008

2008 blieben Rosberg und Nakajima bei Williams. Bereits beim Saisonauftakt, dem Großen Preis von Australien, gelang Rosberg mit dem dritten Platz seine erste Podest-Platzierung in der Formel 1. Zwar gelang ihm im weiteren Saisonverlauf mit einem zweiten Platz in Singapur ein noch besseres Resultat, in der Gesamtwertung fiel er jedoch auf den 13. Platz zurück, da er nur bei drei weiteren Rennen als Achter in die Punkteränge kam. Mit 17 zu 9 Punkten entschied Rosberg das interne Duell gegen Nakajima für sich.

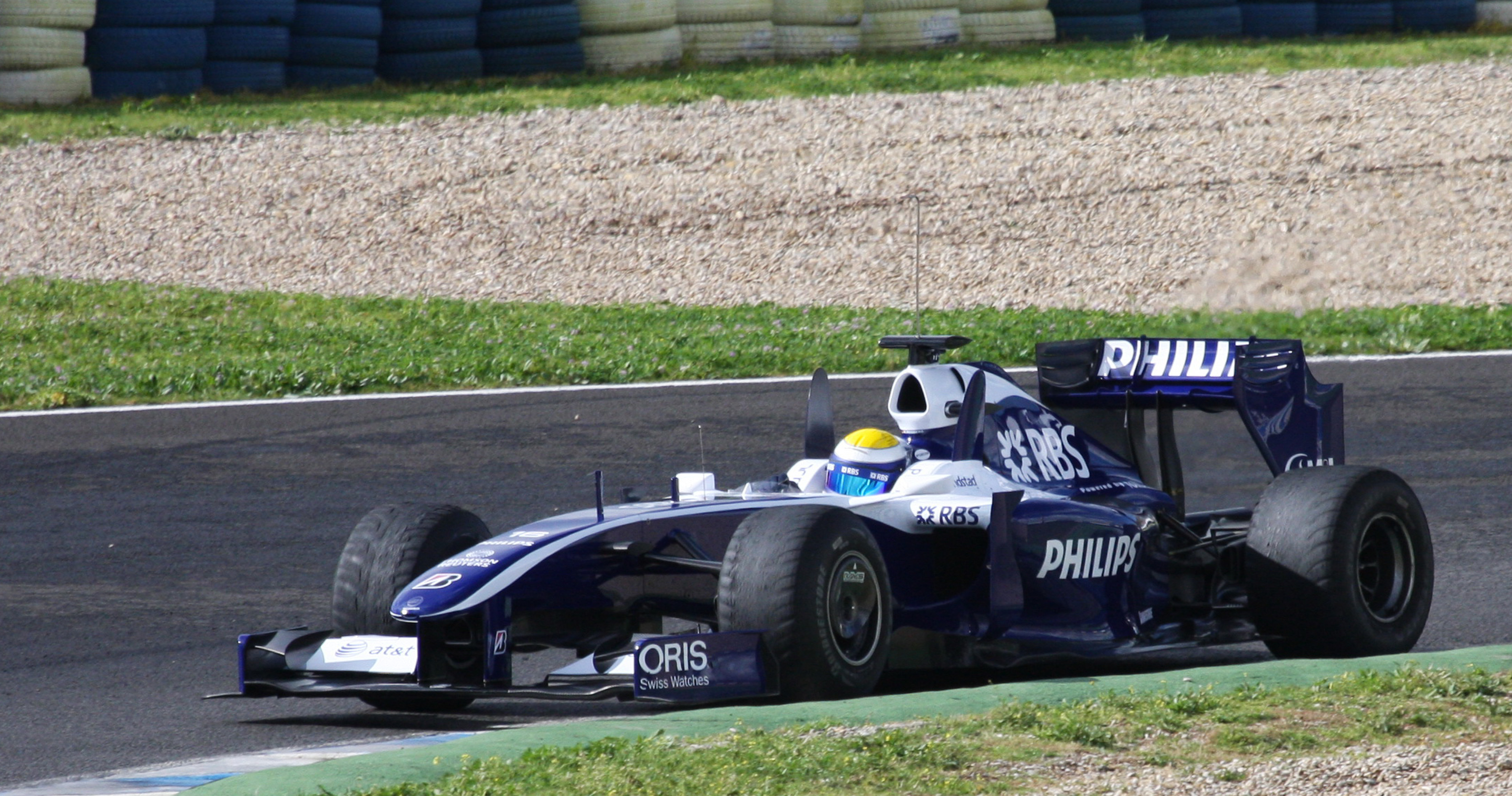
Nico Rosberg im Williams FW31 bei Testfahrten in Jerez im März 2009

Auch in der Formel-1-Weltmeisterschaft 2009 bildeten Rosberg und Nakajima das Williams-Fahrerduo. Wie in allen vorherigen Saisons gelang Rosberg auch in diesem Jahr beim Saisonauftakt in Australien mit dem sechsten Platz eine Punkteplatzierung. Rosberg erreichte in der Saison zwar keine Podest-Platzierung, beendete jedoch elf von siebzehn Rennen in den Punkterängen. Zur Saisonmitte gelang es ihm bei acht aufeinanderfolgenden Grands Prix, Punkte zu erzielen. Sein bestes Ergebnis – zwei vierte Plätze – erzielte er in Deutschland und Ungarn. Rosberg beendete die Saison auf dem siebten Rang, der seine beste Gesamtplatzierung mit Williams war. Mit 34,5 zu 0 Punkten gewann Rosberg das interne Duell gegen Nakajima. Zum Ende der Saison verließ Rosberg Williams nach vier Jahren als Einsatzfahrer.

#### Mercedes (2010–2016)

##### 2010

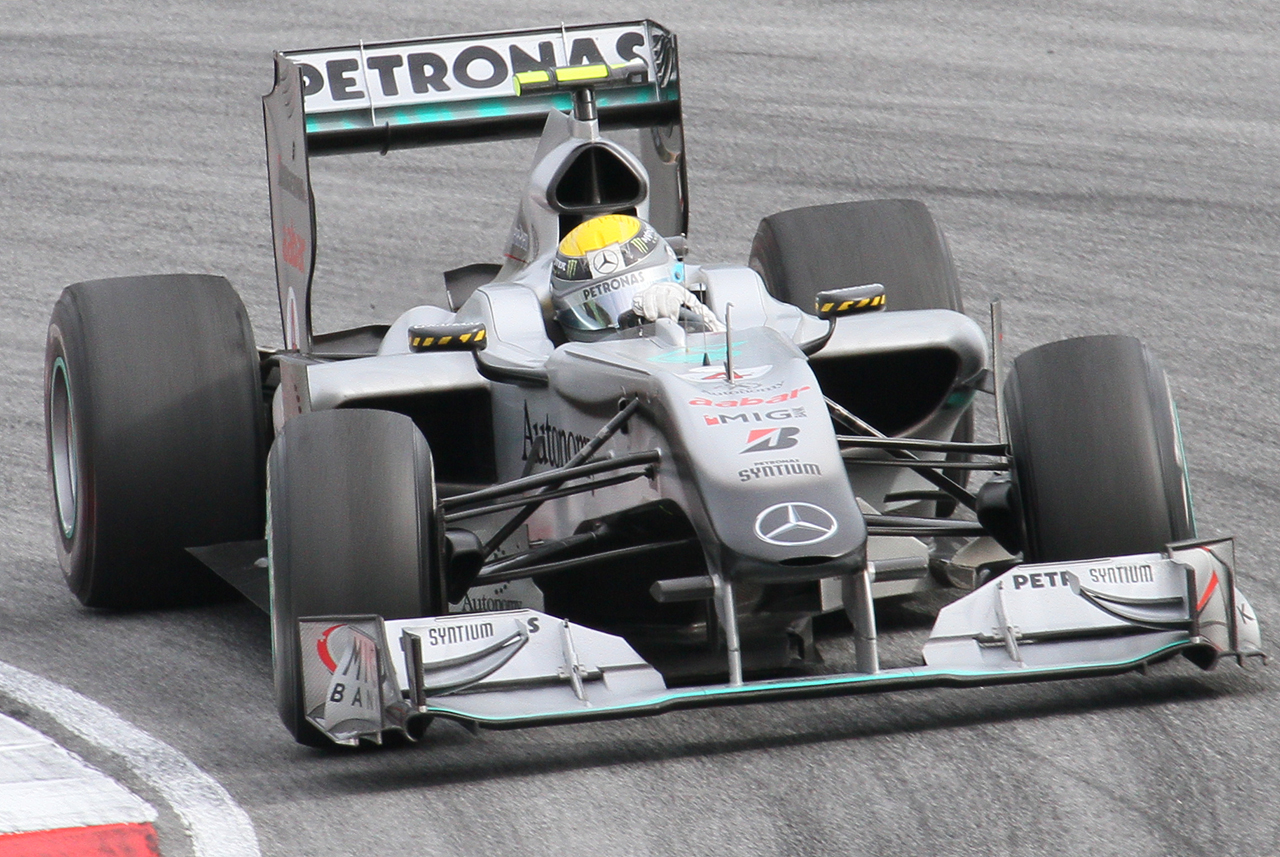
Rosberg fuhr in Malaysia 2010 erstmals als Mercedes-Pilot auf das Podest

2010 wechselte Rosberg zu Mercedes Grand Prix. Der Rennstall war aus dem Weltmeisterteam Brawn hervorgegangen und Mercedes trat damit erstmals seit 1955 als Konstrukteur auf. Rosbergs Teamkollege wurde Michael Schumacher, der in die Formel 1 zurückkehrte. Bei den Großen Preisen in Malaysia, China und Großbritannien stand Rosberg als Dritter auf dem Podium. Es waren die einzigen Podest-Platzierungen von Mercedes in diesem Jahr. Beim Großen Preis von Ungarn fiel Rosberg durch einen Zwischenfall in der Boxengasse aus. Seinem Team missglückte sein Boxenstopp, und er verlor sein rechtes Hinterrad in der Boxengasse. Das Rad sprang durch die Boxengasse und verletzte einen Williams-Mechaniker. Er musste das Rennen infolge des Zwischenfalls beenden und erreichte zum ersten Mal in der Saison nicht das Ziel. Rosberg kam nur bei vier Rennen nicht in die Top 10, wobei er dabei dreimal nicht ins Ziel kam. Rosberg belegte am Saisonende den siebten Platz in der Fahrerweltmeisterschaft. Das teaminterne Duell gegen Schumacher entschied er mit 142 zu 72 Punkten deutlich für sich.

##### 2011
In der Formel-1-Weltmeisterschaft 2011 bildete Rosberg erneut das Mercedes-Fahrerduo mit Schumacher. Nachdem er die ersten zwei Rennen ohne Punkte geblieben und er damit erstmals bei Saisonauftakt nicht in die Punkteränge gefahren war, führte Rosberg das Rennen in China für mehrere Runden an und kam auf dem fünften Platz ins Ziel. Während Rosberg bei den ersten sieben Rennen nur dreimal in die Top 10 kam, verpasste er bei den restlichen zwölf Rennen nur durch einen Ausfall einmal die Top 10. Beim Großen Preis von Ungarn startete Rosberg zum 100. Mal zu einem Formel-1-Rennen. Teamintern setzte er sich erneut mit 89 zu 76 Punkten gegen Schumacher durch, obgleich Schumacher mit einem vierten Platz das beste Ergebnis für Mercedes in diesem Jahr erzielt hatte. Rosberg schloss die Weltmeisterschaft zum dritten Mal in Folge als Siebter ab.

##### 2012
2012 bestritt Rosberg seine dritte Saison an der Seite Schumachers bei Mercedes. Beim ersten Rennen in Australien verpasste er nach einer Berührung und einem daraus folgenden Reifenschaden in der letzten Runde Punkte und kam auf dem zwölften Platz ins Ziel. Beim Qualifying zum Großen Preis von China erzielte Rosberg seine erste Pole-Position in der Formel 1. Er erreichte als 96. Fahrer eine Pole-Position in der Formel-1-Weltmeisterschaft. Einen Tag später erzielte er in seinem 111. Rennen den ersten Formel-1-Sieg. Rosberg ist der 103. Sieger eines Formel-1-Grand-Prix. Beim Großen Preis von Monaco erzielte er mit einem zweiten Platz eine weitere Podest-Platzierung. Im internen Duell gegen Schumacher war das Qualifying- und Rennduell ausgeglichen, nachdem Rosberg diese Vergleiche in den Vorjahren stets für sich entschieden hatte. In der Gesamtwertung setzte sich Rosberg mit 93 zu 49 Punkten dennoch verhältnismäßig deutlich gegen Schumacher durch und erreichte den neunten Rang.

##### 2013
2013 blieb Rosberg bei Mercedes. Mit Hamilton erhielt er einen neuen Teamkollegen. Beim Saisonauftakt in Australien schied Rosberg mit technischen Problemen aus. Eine Woche später in Malaysia hatte er in der Schlussphase Chancen auf eine Podest-Platzierung. Allerdings wurde ihm mehrfach von der Teamleitung zu verstehen gegeben, dass er Hamilton, der auf Platz drei lag, nicht angreifen solle. Er kam auf dem vierten Platz ins Ziel. Beim vierten Rennen in Bahrain erzielte Rosberg die Pole-Position. Im Rennen verlor er jedoch einige Positionen und wurde Neunter. Ein Rennen später, beim Großen Preis von Spanien startete Rosberg ein weiteres Mal von der Pole-Position. Im Rennen erreichte er den sechsten Platz. Auch im folgenden Rennen in Monaco erzielte Rosberg die Pole-Position. Im Vergleich zu den vorherigen zwei Grands Prix gelang es ihm diesmal aber, die Führung durchgängig zu behalten und das Rennen zu gewinnen. Zwei Rennen später in Großbritannien folgte sein zweiter Saisonsieg. Er profitierte dabei von einem Reifenschaden seines Teamkollegen Hamilton sowie von einem technischen Defekt Sebastian Vettels. Beim Großen Preis von Indien wurde Rosberg Zweiter. Eine Woche später in Abu Dhabi kam er auf dem dritten Platz ins Ziel. Rosberg beendete die Saison auf dem sechsten Platz in der Fahrerwertung. Mit 171 zu 189 Punkten unterlag er intern Hamilton.

##### 2014

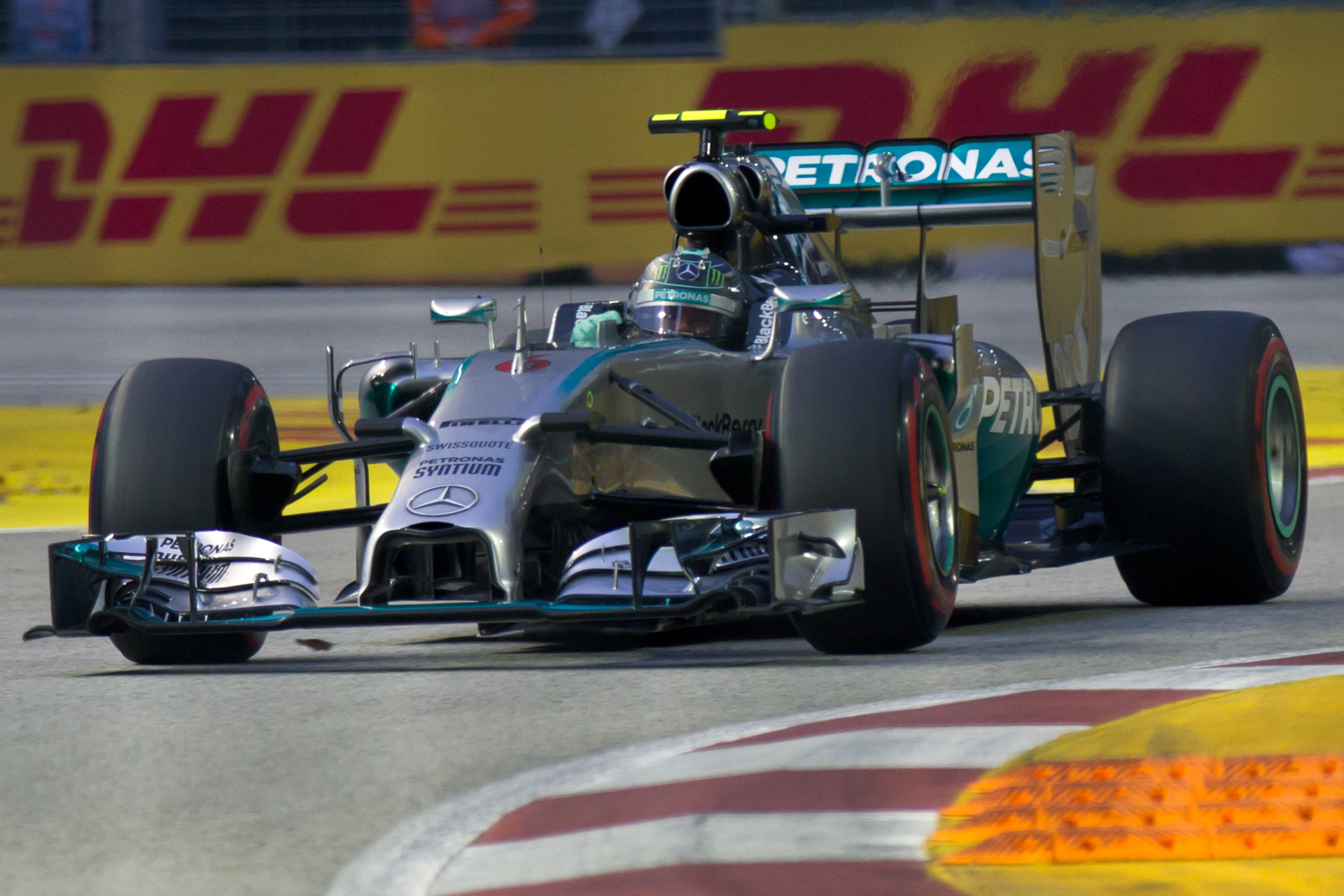
Rosberg beim Großen Preis von Singapur 2014

2014 bildeten Rosberg und Hamilton erneut das Fahrerduo von Mercedes. Rosberg wählte bei der Einführung der permanenten Startnummern die #6. Mit dieser Startnummer gewann sein Vater Keke Rosberg 1982 die Formel-1-Weltmeisterschaft. Beim Saisonauftakt in Australien gelang Rosberg ein dominanter Start-Ziel-Sieg. Beim darauf folgenden Rennen in Malaysia wurde er Zweiter hinter Hamilton. Dieses Resultat wiederholte sich eine Woche später in Bahrain, wo Rosberg Hamilton mehrfach unter Druck setzte, sowie in China und Spanien. Er führte die Weltmeisterschaft die ersten vier Rennen an und verlor die Führung beim fünften Rennen an Hamilton. Beim sechsten Rennen, dem Großen Preis von Monaco erzielte Rosberg von der Pole-Position startend seinen zweiten Saisonsieg und übernahm damit wieder die Führung in der Weltmeisterschaft. Im folgenden Grand Prix in Kanada lag Rosberg die meisten Runden in Führung. Er hatte ein Problem mit seinem Motor und wurde drei Runden vor Schluss von Daniel Ricciardo überholt. Zwei Wochen später gewann Rosberg den Großen Preis von Österreich. Beim darauf folgenden Grand Prix in Großbritannien schied Rosberg in Führung liegend mit einem Technikschaden aus. Zwei Wochen später entschied Rosberg sein Heimrennen, den Großen Preis von Deutschland, für sich. Beim Großen Preis von Belgien beschädigte sich Rosberg bei einer Kollision mit Hamilton den Frontflügel. Nachdem er durch einen Reparaturstopp einige Positionen verloren hatte, kam er auf dem zweiten Platz ins Ziel. Ein Rennen später in Italien übernahm Rosberg beim Start die Führung vor Hamilton, wurde im Rennverlauf jedoch von seinem Teamkollegen überholt und wurde Zweiter. Im folgenden Rennen, dem Großen Preis von Singapur schied Rosberg mit einem technischen Defekt aus. Damit verlor er die Führung in der Weltmeisterschaft. Bei den nächsten drei Rennen in Japan, Russland und den USA wurde er Zweiter. Beim darauf folgenden Großen Preis von Brasilien schaffte es Rosberg, Hamilton hinter sich zu halten und das Rennen zu gewinnen. Vor dem letzten Rennen in Abu Dhabi hatten nur noch Rosberg und Hamilton Titelchancen, wobei Rosberg den Titel nicht mehr aus eigener Kraft gewinnen konnte. Er verlor bereits beim Start die Führung an Hamilton und bekam während des Rennens technische Probleme. Rosberg fuhr außerhalb der Punkteränge auf Platz 14 ins Ziel. Damit unterlag er Hamilton schließlich mit 317 zu 384 Punkten und wurde Zweiter in der Weltmeisterschaft. Mercedes gewann 2014 vorzeitig die Konstrukteursweltmeisterschaft.

##### 2015
2015 absolvierte Rosberg seine sechste Formel-1-Saison für Mercedes. Beim Saisonauftakt in Australien wurde er Zweiter hinter Hamilton, beim zweiten Rennen in Malaysia Dritter und anschließend in China erneut Zweiter. Beim vierten Rennen, dem Großen Preis von Bahrain verlor Rosberg in der Schlussphase mit technischen Problemen den zweiten Platz und wurde erneut Dritter. Im folgenden Grand Prix in Spanien erzielte Rosberg seine erste Pole-Position und seinen ersten Sieg der Saison. Im nächsten Rennen, dem Großen Preis von Monaco, gewann Rosberg erneut. Es war sein dritter Monaco-Sieg in Folge. Er profitierte dabei von einem zusätzlichen Stopp seines Teamkollegens Hamilton, der dadurch die Führung verlor. Beim nächsten Rennen in Kanada wurde er Zweiter. Beim darauf folgenden Großen Preis von Österreich übernahm Rosberg beim Start die Führung und gewann das Rennen. Beim Großen Preis von Japan erzielt er seine zweite Pole-Position der Saison. Er verlor jedoch bereits beim Start die Führung an Hamilton und wurde hinter ihm Zweiter. Auch beim darauf folgenden Rennen in Russland startete Rosberg vom ersten Platz und schied nach einem technischen Defekt in der Anfangsphase aus. Beim anschließenden Großen Preis der USA entschied Rosberg das Qualifying für sich und erzielte seine 19. Pole-Position, womit er die meisten Pole-Positions der Fahrer ohne Weltmeistertitel erreicht hatte und den Rekord von René Arnoux brach. Im Rennen passierte Rosberg in der Schlussphase in Führung liegend ein Fehler und er fiel auf den zweiten Platz zurück. Eine Woche später gewann Rosberg den Großen Preis von Mexiko von der Pole-Position startend. Die anschließenden Rennen in Brasilien und Abu Dhabi entschied er ebenfalls von der Pole-Position für sich. Wie im Vorjahr wurde Rosberg hinter seinem Teamkollegen Hamilton Gesamtzweiter. Er unterlag ihm mit 322 zu 381 Punkten.

##### 2016

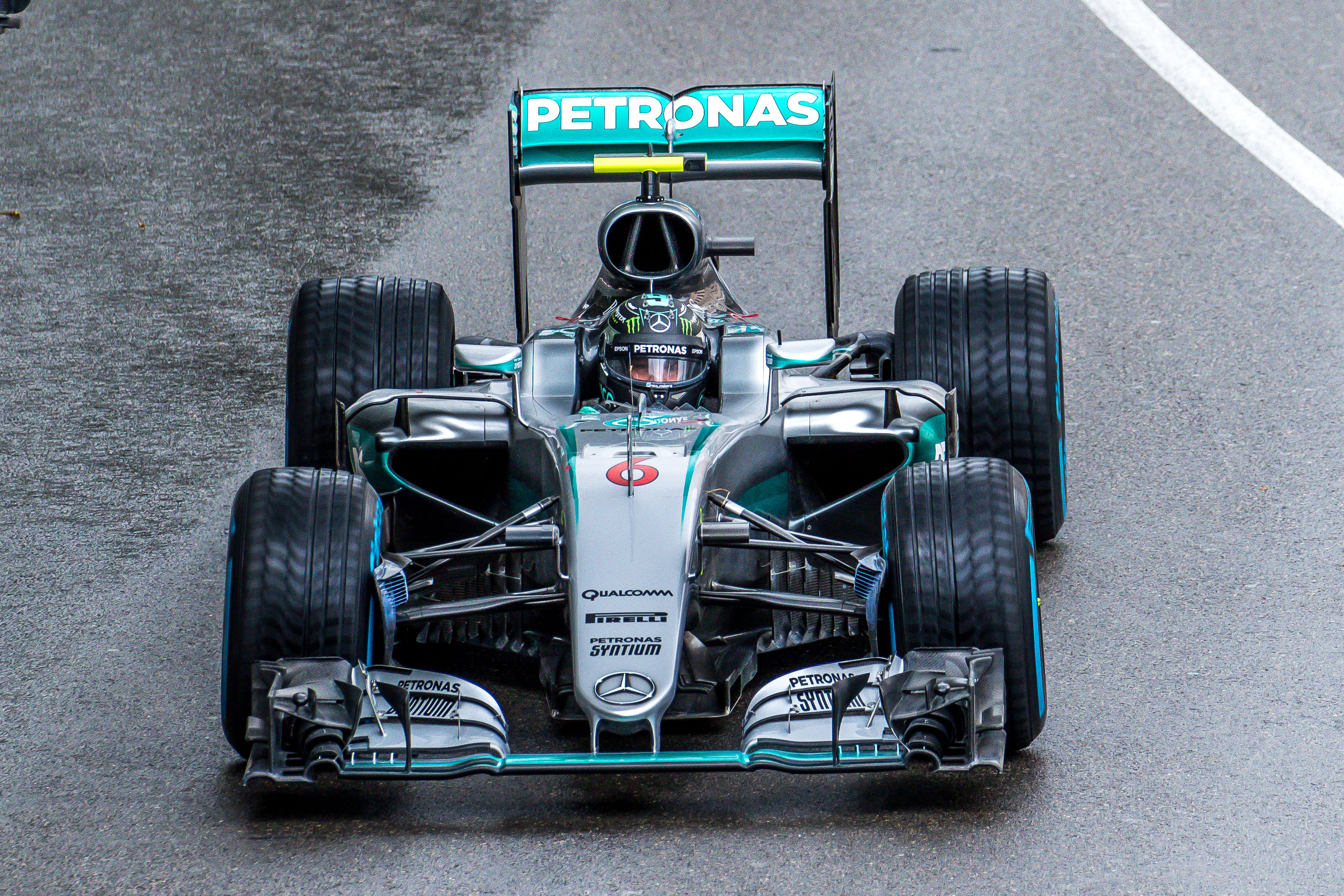
Nico Rosberg in Monaco

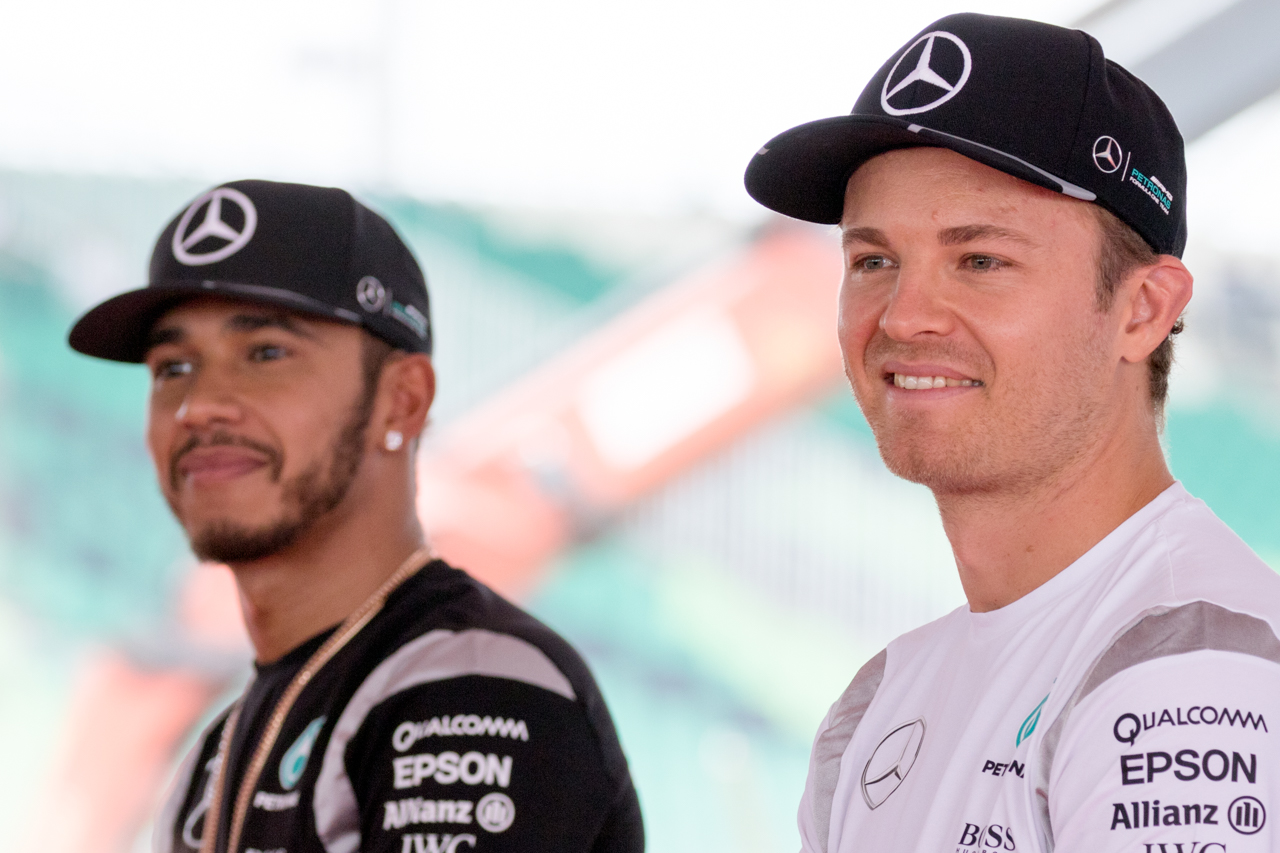
Rosberg neben Lewis Hamilton beim Großen Preis von Malaysia 2016

2016 blieben Rosberg und Hamilton bei Mercedes. Er startete mit einem Sieg in Australien in die Saison. Damit wurde Rosberg zum einzigen Fahrer ohne Weltmeistertitel, der vier Rennen in Folge gewonnen hat. Seine Siegesserie baute er mit Siegen in Bahrain, China und Russland weiter aus. Beim fünften Rennen, dem Großen Preis von Spanien, schied Rosberg in der ersten Runde in Führung liegend nach einer Kollision mit Hamilton aus. Nach einem siebten Platz in Monaco und einem fünften Platz in Kanada entschied Rosberg den Großen Preis von Europa für sich. Beim darauf folgenden Rennen in Österreich kollidierte Rosberg in der Schlussphase in Führung liegend mit seinem Teamkollegen Hamilton und fuhr noch auf dem vierten Platz ins Ziel. Eine Woche später wurde Rosberg Dritter beim Großen Preis von Großbritannien. Ursprünglich kam er auf dem zweiten Platz ins Ziel, fiel jedoch wegen einer Zeitstrafe aufgrund einer nicht zulässigen Fahranweisung um eine Position zurück.
Im Vorfeld des nächsten Grand Prix in Ungarn verlängerten Rosberg und Mercedes ihren Vertrag bis zum Ende der Formel-1-Weltmeisterschaft 2018. Die Verhandlungen für Rosberg führte dabei Gerhard Berger. Im Rennen in Ungarn verlor Rosberg mit einem zweiten Platz hinter Hamilton die Weltmeisterschaftsführung an seinen Teamkollegen. Anschließend wurde er Vierter in Deutschland, während Hamilton das Rennen für sich entschied. Nach der Sommerpause gewann Rosberg den Großen Preis von Belgien mit einem Start-Ziel-Sieg und darauf die Großen Preise von Italien und Singapur. Damit übernahm er erneut die Führung in der Weltmeisterschaft. Beim anschließenden Rennen in Malaysia wurde Rosberg zu Beginn des Rennens von Vettel gedreht und fiel ans Ende zurück. Er fuhr im Rennen noch auf den dritten Platz vor und da sein Teamkollege Hamilton mit einem Motorschaden ausgefallen war, baute er seine Weltmeisterschaftsführung weiter aus. Eine Woche später gewann Rosberg den Großen Preis von Japan. Bei den darauf folgenden Rennen in den USA, in Mexiko und Brasilien wurde er jeweils Zweiter hinter Hamilton.
Als Führender in der Fahrerweltmeisterschaft ging Rosberg in das letzte Saisonrennen, den Großen Preis von Abu Dhabi. Dort reichte ihm ein zweiter Platz hinter Hamilton zu seinem ersten Titelgewinn. Rosberg setzte sich mit 385 zu 380 Punkten gegen Hamilton durch. Zusätzlich zu seiner Fahrerweltmeisterschaft gewann Rosbergs Mercedes-Team in diesem Jahr erneut die Konstrukteursweltmeisterschaft. Rosberg ist damit nach Michael Schumacher und Sebastian Vettel der dritte für Deutschland startende Fahrer und nach diesen beiden und Jochen Rindt der vierte Pilot mit deutscher Staatsbürgerschaft, der Formel-1-Weltmeister wurde. Zudem gewann mit ihm zum zweiten Mal nach Damon Hill 20 Jahre zuvor ein Sohn eines Formel-1-Weltmeisters ebenfalls diesen Titel.
Am 2. Dezember 2016 gab Nico Rosberg auf der FIA-Pressekonferenz anlässlich seines Titelgewinns seinen Rücktritt als Formel-1-Fahrer bekannt.

### Extreme E (2021)
Im April 2021 gewann das Team von Rosberg, Rosberg X Racing, das Auftaktrennen der Extreme-E-Offroad-Rennserie in Saudi-Arabien. Neben den beiden Siegen im Senegal und auf Sizilien konnte er als Teamchef mit der Fahrerpaarung Johan Kristoffersson und Molly Taylor die Meisterschaft 2021 feiern.

## Engagement
Rosberg nahm im Jahr 2019 am Weltwirtschaftsforum in Davos teil und äußerte sich öffentlich zur Klimakrise. Er fordert angesichts der globalen Erwärmung den Umstieg der Formel 1 auf Elektrofahrzeuge und engagiert sich zudem für die Überwindung von Verbrennungsmotoren im Personenverkehr; so sagte er auf dem Treffen in Davos: „Wenn überall nur noch Elektroautos oder wasserstoffbetriebene Autos verkauft werden, dann kann die Formel 1 nicht weiter mit Verbrennungsmotoren fahren“. In Davos stellte Rosberg ein von seiner Firma TRE gemeinsam mit Schaeffler entwickeltes Chassis für ein autonom fahrendes Elektrotaxi, den "Schaeffler Mover", vor.
Gemeinsam mit den Technologieberatern Sven Krüger und Marco Voigt gründete Rosberg das Greentech Festival, das erstmals vom 23. bis 25. Mai 2019 in Berlin stattfand. Das Festival soll als eine globale Plattform für grüne Zukunftstechnologien aus den Bereichen Mobilität, Energie und Lifestyle dienen. Die Veranstaltung gliederte sich in die Green Leaders-Konferenz, die GreenTech Exhibition und die Green Awards. Eingebunden war auch der Berlin E-Prix 2019 der Formel E. Anders als in Davos zielen die Veranstalter auf die Teilnahme einer breiten Öffentlichkeit ab.
Im Oktober 2020 gründete Nico Rosberg sein eigenes Team „Rosberg Xtreme Racing“ (RXR) für die Teilnahme an der 2021 startenden Extreme-E-Rennserie. Mit dem rein elektrischen SUV ODYSSEY 21 sollen fünf Rennen in abgelegenen Locations auf vier Kontinenten gefahren werden, um auf die Gefahren der von Menschen gemachten Klimakrise aufmerksam zu machen.

## Privates
Nico Rosberg ist der Sohn des finnischen Formel-1-Weltmeisters Keke Rosberg und der Deutschen Gesine Rosberg (geborene Gleitsmann-Dengel). Er wuchs in Wiesbaden und auf Ibiza, überwiegend aber in Monaco auf, wo er auch wohnt. Rosberg spricht fließend Deutsch, Englisch, Französisch, Italienisch und Spanisch, jedoch kein Finnisch. Er besitzt sowohl die finnische als auch die deutsche Staatsbürgerschaft. Bis 2003 trat Rosberg mit finnischer Rennlizenz an, ab 2004 startete er mit einer deutschen. In seiner Jugend spielte Rosberg erfolgreich Tennis und vertrat die monegassische Nationalmannschaft in der Sportart.
Seit 2014 ist er mit Vivian Sibold (* 15. Mai 1985) verheiratet, mit der er zwei Töchter (* 2015 und * 2017) hat. Beide kennen sich seit ihrer Kindheit und sind seit dem 18. Lebensjahr ein Paar.

## Sonstiges
Wie aus den Panama Papers hervorging, hatte Rosberg keinen direkten Vertrag mit Mercedes. Alle Zahlungen gingen an eine Briefkastenfirma. Rosbergs Anwalt bestätigte die Existenz einer Firma auf den Britischen Jungferninseln, deren Zweck „haftungsrechtliche Fragen“ sowie die Möglichkeit, „international zu agieren“, seien.
Nico Rosberg ist auch als Triathlet aktiv und trainiert damit seine Ausdauer. So belegte er 2010 in Kitzbühel beim Rennen über die olympische Distanz (1,5 km Schwimmen, 40 km Radfahren und 10 km Laufen) in 2:07:23 Stunden den 43. Rang.
Seit September 2017 agiert Rosberg im Management-Team seines früheren Konkurrenten Robert Kubica, der 2019 sein Comeback in der Formel-1-Weltmeisterschaft gab.
Von 2018 bis 2020 war Rosberg abwechselnd mit Timo Glock als Experte bei Formel-1-Übertragungen des Senders RTL tätig. Die beiden folgten damit auf Niki Lauda, der nach 22 Jahren in dieser Funktion am Ende der vorangegangenen Saison zurückgetreten war.
Rosberg betreibt einen englischsprachigen und einen deutschsprachigen YouTube-Kanal unter seinem eigenen Namen, auf denen er Videos über sein Leben veröffentlicht.
Rosberg ist Mitglied der Young Global Leaders.

## Trivia
Nico Rosberg gelang das einzigartige Kunststück, die beiden Rekord-Weltmeister, Michael Schumacher (2010-12) und Lewis Hamilton (2016), im teaminternen Duell jeweils zu schlagen und in der Saisonplatzierung hinter sich zu lassen.

## Investments
Im April 2018 stieg Rosberg als Investor in die FIA-Formel-E-Meisterschaft ein. Am 19. Mai 2018 fuhr Rosberg das erste Mal den Spark SRT 05e im Rahmen des Berlin E-Prix 2018 öffentlich auf einer Rennstrecke.
Im Mai 2018 investierte Rosberg in ein Berliner Marketing-Startup.
Rosberg übernahm 2018 49 % der Anteile an dem von seinem Vater Keke gegründeten Unternehmen TRE ("Team Rosberg Engineering") in Neustadt an der Weinstraße.
Im Mai 2019 investierte Rosberg in das Berliner E-Scooter-Startup Tier Mobility.
Im Dezember 2019 erklärte Rosberg, dass er als Investor in der achten Staffel der Vox-Sendung Die Höhle der Löwen teilnehmen würde. Er übernahm damit den Platz von Frank Thelen, der die Sendung verließ. 2022 investierte er dort in Happy Ocean Foods. 2023 verlässt er nach fünf Staffeln die Sendung.
2020 übernahm Rosberg Anteile des Klima-Startups Planetly. Zuvor war er bereits Investor beim Venture-Capital-Fonds Cavalry Ventures, der Planetly auch schon mit Kapital unterstützte.
2022 wird publik, dass Rosberg auch am Deutschen IT-Start-Up SECJUR als Angel Investor beteiligt ist.

## Statistik

### Karrierestationen
- 1996–2001: Kartsport
- 2001: Iberische Formel BMW (Platz 18)
- 2002: Deutsche Formel BMW (Meister)
- 2003: Formel-3-Euroserie (Platz 8)
- 2004: Formel-3-Euroserie (Platz 4)
- 2004: Spanische Formel 3, Winterserie (Meister)
- 2005: GP2-Serie (Meister)
- 2005: Formel 1 (Testfahrer)
- 2006: Formel 1 (Platz 17)
- 2007: Formel 1 (Platz 9)
- 2008: Formel 1 (Platz 13)
- 2009: Formel 1 (Platz 7)
- 2010: Formel 1 (Platz 7)
- 2011: Formel 1 (Platz 7)
- 2012: Formel 1 (Platz 9)
- 2013: Formel 1 (Platz 6)
- 2014: Formel 1 (Platz 2)
- 2015: Formel 1 (Platz 2)
- 2016: Formel 1 (Weltmeister)

### Einzelergebnisse in der Formel-3-Euroserie
| Jahr | Team         | Motor | 1   | 2   | 3   | 4   | 5   | 6   | 7   | 8   | 9   | 10  | 11  | 12  | 13  | 14  | 15  | 16  | 17  | 18  | 19  | 20  | Punkte | Rang |
| ---- | ------------ | ----- | --- | --- | --- | --- | --- | --- | --- | --- | --- | --- | --- | --- | --- | --- | --- | --- | --- | --- | --- | --- | ------ | ---- |
| 2003 | Team Rosberg | Opel  | HO1 | HO1 | ADR | ADR | PAU | PAU | NOR | NOR | LMS | LMS | NÜR | NÜR | SPI | SPI | ZAN | ZAN | HO2 | HO2 | MAG | MAG | 44     | 8.   |
| 2003 | Team Rosberg | Opel  | DNF | 3   | DNF | 2   | 15  | 17  | 8   | DNF | 1   | 11  | DNF | 3   | 8   | 3   | 18  | 8   | 7   | 14  | 6   | DNF | 44     | 8.   |
| 2004 | Team Rosberg | Opel  | HO1 | HO1 | EST | EST | ADR | ADR | PAU | PAU | NOR | NOR | MAG | MAG | NÜR | NÜR | ZAN | ZAN | BRN | BRN | HO2 | HO2 | 70     | 4.   |
| 2004 | Team Rosberg | Opel  | 1   | 1   | DNF | 4   | 5   | DNF | DNF | DNF | 4   | 17  | 6   | 2   | 1   | 3   | DNF | DNS | 4   | 11  | 8   | 8   | 70     | 4.   |

### Einzelergebnisse in der GP2-Serie
| Jahr | Team           | 1   | 2   | 3   | 4   | 5   | 6   | 7   | 8   | 9   | 10  | 11  | 12  | 13  | 14  | 15  | 16  | 17  | 18  | 19  | 20  | 21  | 22  | 23  | Punkte | Rang |
| ---- | -------------- | --- | --- | --- | --- | --- | --- | --- | --- | --- | --- | --- | --- | --- | --- | --- | --- | --- | --- | --- | --- | --- | --- | --- | ------ | ---- |
| 2005 | ART Grand Prix | ITA | ITA | ESP | ESP | MON | GER | GER | FRA | FRA | GBR | GBR | GER | GER | HUN | HUN | TUR | TUR | ITA | ITA | BEL | BEL | BRN | BRN | 120    | 1.   |
| 2005 | ART Grand Prix | 8   | DNF | 9   | 4   | 3   | 3   | 4   | 7   | 1   | 1   | 4   | 1   | 4   | 5   | 2   | 17  | 3   | 2   | 2   | 3   | 5   | 1   | 1   | 120    | 1.   |

### Statistik in der Formel-1-Weltmeisterschaft
Diese Statistik umfasst alle Teilnahmen des Fahrers an der Formel-1-Weltmeisterschaft.

#### Grand-Prix-Siege
| - 2012: China (Shanghai) - 2013: Monaco (Monte Carlo) - 2013: Großbritannien (Silverstone) - 2014: Australien (Melbourne) - 2014: Monaco (Monte Carlo) - 2014: Österreich (Spielberg) - 2014: Deutschland (Hockenheim) - 2014: Brasilien (São Paulo) | - 2015: Spanien (Barcelona) - 2015: Monaco (Monte Carlo) - 2015: Österreich (Spielberg) - 2015: Mexiko (Mexiko-Stadt) - 2015: Brasilien (São Paulo) - 2015: Abu Dhabi (Yas-Insel) - 2016: Australien (Melbourne) - 2016: Bahrain (Sakhir) | - 2016: China (Shanghai) - 2016: Russland (Sotschi) - 2016: Europa (Baku) - 2016: Belgien (Spa-Francorchamps) - 2016: Italien (Monza) - 2016: Singapur (Singapur) - 2016: Japan (Suzuka) |

#### Gesamtübersicht
Stand: Saisonende 2016
| Saison | Team                          | Chassis                | Motor                      | Rennen | Siege | Zweiter | Dritter | Poles | schn. Rennrunden | Punkte | WM-Pos. |
| ------ | ----------------------------- | ---------------------- | -------------------------- | ------ | ----- | ------- | ------- | ----- | ---------------- | ------ | ------- |
| 2006   | Williams F1 Team              | Williams FW28          | Cosworth 2.4 V8            | 18     | –     | –       | –       | –     | 1                | 4      | 17.     |
| 2007   | AT&T Williams                 | Williams FW29          | Toyota 2.4 V8              | 17     | –     | –       | –       | –     | –                | 20     | 9.      |
| 2008   | AT&T Williams                 | Williams FW30          | Toyota 2.4 V8              | 18     | –     | 1       | 1       | –     | –                | 17     | 13.     |
| 2009   | AT&T Williams                 | Williams FW31          | Toyota 2.4 V8              | 17     | –     | –       | –       | –     | 1                | 34,5   | 7.      |
| 2010   | Mercedes GP Petronas F1 Team  | Mercedes MGP W01       | Mercedes-Benz 2.4 V8       | 19     | –     | –       | 3       | –     | –                | 142    | 7.      |
| 2011   | Mercedes GP Petronas F1 Team  | Mercedes MGP W02       | Mercedes-Benz 2.4 V8       | 19     | –     | –       | –       | –     | –                | 89     | 7.      |
| 2012   | Mercedes AMG Petronas F1 Team | Mercedes F1 W03        | Mercedes-Benz 2.4 V8       | 20     | 1     | 1       | –       | 1     | 2                | 93     | 9.      |
| 2013   | Mercedes AMG Petronas F1 Team | Mercedes F1 W04        | Mercedes-Benz 2.4 V8       | 19     | 2     | 1       | 1       | 3     | −                | 171    | 6.      |
| 2014   | Mercedes AMG Petronas F1 Team | Mercedes F1 W05 Hybrid | Mercedes-Benz 1.6 V6 Turbo | 19     | 5     | 10      | −       | 11    | 5                | 317    | 2.      |
| 2015   | Mercedes AMG Petronas F1 Team | Mercedes F1 W06 Hybrid | Mercedes-Benz 1.6 V6 Turbo | 19     | 6     | 7       | 2       | 7     | 5                | 322    | 2.      |
| 2016   | Mercedes AMG Petronas F1 Team | Mercedes F1 W07 Hybrid | Mercedes-Benz 1.6 V6 Turbo | 21     | 9     | 5       | 2       | 8     | 6                | 385    | 1.      |
| Gesamt | Gesamt                        | Gesamt                 | Gesamt                     | 206    | 23    | 25      | 9       | 30    | 20               | 1594,5 |         |

#### Einzelergebnisse
| Saison | 1   | 2   | 3   | 4   | 5   | 6   | 7  | 8   | 9   | 10 | 11  | 12  | 13  | 14  | 15  | 16  | 17  | 18 | 19 | 20 | 21 |
| ------ | --- | --- | --- | --- | --- | --- | -- | --- | --- | -- | --- | --- | --- | --- | --- | --- | --- | -- | -- | -- | -- |
| 2006   |     |     |     |     |     |     |    |     |     |    |     |     |     |     |     |     |     |    |    |    |    |
| 7      | DNF | DNF | 11  | 7   | 11  | DNF | 9  | DNF | 9   | 14 | DNF | DNF | DNF | DNF | 11  | 10  | DNF |    |    |    |    |
| 2007   |     |     |     |     |     |     |    |     |     |    |     |     |     |     |     |     |     |    |    |    |    |
| 7      | DNF | 10  | 6   | 12  | 10  | 16  | 9  | 12  | DNF | 7  | 7   | 6   | 6   | DNF | 16  | 4   |     |    |    |    |    |
| 2008   |     |     |     |     |     |     |    |     |     |    |     |     |     |     |     |     |     |    |    |    |    |
| 3      | 14  | 8   | DNF | 8   | DNF | 10  | 16 | 9   | 10  | 14 | 8   | 12  | 14  | 2   | 11  | 15  | 12  |    |    |    |    |
| 2009   |     |     |     |     |     |     |    |     |     |    |     |     |     |     |     |     |     |    |    |    |    |
| 6      | 8   | 15  | 9   | 8   | 6   | 5   | 5  | 4   | 4   | 5  | 8   | 16  | 11  | 5   | DNF | 9   |     |    |    |    |    |
| 2010   |     |     |     |     |     |     |    |     |     |    |     |     |     |     |     |     |     |    |    |    |    |
| 5      | 5   | 3   | 3   | 13  | 7   | 5   | 6  | 10  | 3   | 8  | DNF | 6   | 5   | 5   | 17* | DNF | 6   | 4  |    |    |    |
| 2011   |     |     |     |     |     |     |    |     |     |    |     |     |     |     |     |     |     |    |    |    |    |
| DNF    | 12  | 5   | 5   | 7   | 11  | 11  | 7  | 6   | 7   | 9  | 6   | DNF | 7   | 10  | 8   | 6   | 6   | 7  |    |    |    |
| 2012   |     |     |     |     |     |     |    |     |     |    |     |     |     |     |     |     |     |    |    |    |    |
| 12     | 13  | 1   | 5   | 7   | 2   | 6   | 6  | 15  | 10  | 10 | 11  | 7   | 5   | DNF | DNF | 11  | DNF | 13 | 15 |    |    |
| 2013   |     |     |     |     |     |     |    |     |     |    |     |     |     |     |     |     |     |    |    |    |    |
| DNF    | 4   | DNF | 9   | 6   | 1   | 5   | 1  | 9   | 19* | 4  | 6   | 4   | 7   | 8   | 2   | 3   | 9   | 5  |    |    |    |
| 2014   |     |     |     |     |     |     |    |     |     |    |     |     |     |     |     |     |     |    |    |    |    |
| 1      | 2   | 2   | 2   | 2   | 1   | 2   | 1  | DNF | 1   | 4  | 2   | 2   | DNF | 2   | 2   | 2   | 1   | 14 |    |    |    |
| 2015   |     |     |     |     |     |     |    |     |     |    |     |     |     |     |     |     |     |    |    |    |    |
| 2      | 3   | 2   | 3   | 1   | 1   | 2   | 1  | 2   | 8   | 2  | 17* | 4   | 2   | DNF | 2   | 1   | 1   | 1  |    |    |    |
| 2016   |     |     |     |     |     |     |    |     |     |    |     |     |     |     |     |     |     |    |    |    |    |
| 1      | 1   | 1   | 1   | DNF | 7   | 5   | 1  | 4   | 3   | 2  | 4   | 1   | 1   | 1   | 3   | 1   | 2   | 2  | 2  | 2  |    |

| Legende  | Legende            | Legende                                                          |
| Farbe    | Abkürzung          | Bedeutung                                                        |
| -------- | ------------------ | ---------------------------------------------------------------- |
| Gold     | –                  | Sieg                                                             |
| Silber   | –                  | 2. Platz                                                         |
| Bronze   | –                  | 3. Platz                                                         |
| Grün     | –                  | Platzierung in den Punkten                                       |
| Blau     | –                  | Klassifiziert außerhalb der Punkteränge                          |
| Violett  | DNF                | Rennen nicht beendet (did not finish)                            |
| Violett  | NC                 | nicht klassifiziert (not classified)                             |
| Rot      | DNQ                | nicht qualifiziert (did not qualify)                             |
| Rot      | DNPQ               | in Vorqualifikation gescheitert (did not pre-qualify)            |
| Schwarz  | DSQ                | disqualifiziert (disqualified)                                   |
| Weiß     | DNS                | nicht am Start (did not start)                                   |
| Weiß     | WD                 | zurückgezogen (withdrawn)                                        |
| Hellblau | PO                 | nur am Training teilgenommen (practiced only)                    |
| Hellblau | TD                 | Freitags-Testfahrer (test driver)                                |
| ohne     | DNP                | nicht am Training teilgenommen (did not practice)                |
| ohne     | INJ                | verletzt oder krank (injured)                                    |
| ohne     | EX                 | ausgeschlossen (excluded)                                        |
| ohne     | DNA                | nicht erschienen (did not arrive)                                |
| ohne     | C                  | Rennen abgesagt (cancelled)                                      |
| ohne     | keine WM-Teilnahme |                                                                  |
| sonstige | P/fett             | Pole-Position                                                    |
| sonstige | 1/2/3/4/5/6/7/8    | Punktplatzierung im Sprint-/Qualifikationsrennen                 |
| sonstige | SR/kursiv          | Schnellste Rennrunde                                             |
| sonstige | *                  | nicht im Ziel, aufgrund der zurückgelegten Distanz aber gewertet |
| sonstige | ()                 | Streichresultate                                                 |
| sonstige | unterstrichen      | Führender in der Gesamtwertung                                   |

#### Rekorde
- meiste Siege in der letzten Saison vor Karriereende: 9 (2016)

## Ehrungen
- ADAC Junior-Motorsportler des Jahres 2005
- Bambi 2014 (Kategorie Sport)
- ADAC Motorsportler des Jahres 2016
- Laureus World Sports Award 2017 (Kategorie Durchbruch des Jahres)